# ザック・ウォード
ザック・ウォード（Zack Ward、1970年8月31日 - ）はカナダの俳優。オンタリオ州トロント出身。女優だった母親に反対されながらも、
兄弟の後押しも手伝って俳優の道を進む。

## 主な出演作品
- 刑事ナッシュ・ブリッジス Nash Bridges (1998)
- ハイテク武装車新バイパー Viper (1999)
- ブラザーフッド/殺人結社 Brotherhood of Murder (1999)
- アトミック・トレイン Atomic Train (1999)
- あの頃ペニー・レインと Almost Famous (2000)
- タイタス Titus (2000-2002)
- フレディVSジェイソン Freddy vs. Jason (2003)
- バイオハザードII アポカリプス Resident Evil: Apocalypse  (2004)
- オーディション Hollywood Kills (2006)
- トランスフォーマー Transformers (2007)
- ブラッドレインII BloodRayne II: Deliverance (2007)
- Postal Postal (2007)
- アローン・イン・ザ・ダークII Alone in the Dark II (2008)
- アクア・クリーチャーズ BLOOD LAKE: Attack of the Killer Lampreys (2014)
- サバイバル・シティ Survive the Game (2021)